# Pístové čerpadlo

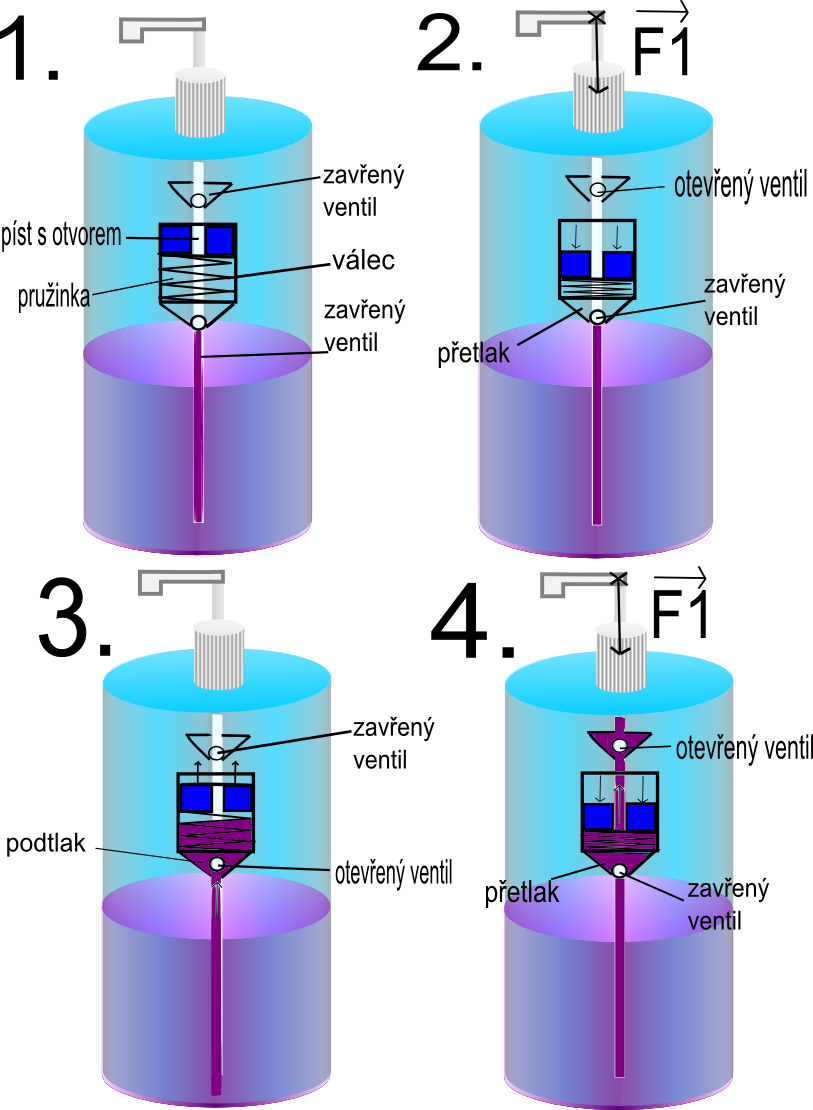
Pumpička na saponát

Pístová čerpadla slouží k dopravě a k tlakování kapalin a hydrosměsí (kapaliny a tuhé látky). Princip činnosti všech pístových čerpadel je zhruba stejný a to:
Vzniklým podtlakem dojde k nasátí určitého objemu kapaliny do pracovního prostoru čerpadla (uzavřeného), pohybem pístu dojde k natlakování tohoto objemu kapaliny a následuje vytlačení natlakované kapaliny mimo čerpadlo. Proto se hlavní funkční části pístových čerpadel dají rozdělit na základní oblasti a to sací část, pracovní část (tlakovací) a výtlačná část.
Hlavní prvky jednotlivých částí:
a) Sací část
- sací koš
- zpětná klapka
- sací potrubí
- sací ventil

b) Pracovní část
- pracovní komora ve tvaru válce
- příslušný druh pístu

c) Výtlačná část
- výtlačný ventil
- výtlačné potrubí
- vzdušník – tlaková nádoba, která vyrovnává tlakové rázy kapaliny vycházející z čerpadla

d) Ostatní zařízení
- pohonná jednotka
- spojka
- převodovka
- klikový mechanismus
- uložení celého systému – FRÉMA
- ostatní obslužné, regulační, ovládací a jiné části

Všechna pístová čerpadla patří do skupiny tzv. objemových čerpadel (stlačujeme a vytlačujeme konstantní objem kapaliny).
Druhy pístových čerpadel:
Podle konstrukce a principu činnosti mezi pístová čerpadla patří:
- jednočinná
- dvojčinná
- diferenciální
- zdvižná
- axiální